# Александров, Валентин Павлович
Валентин Павлович Александров — советский военный деятель, генерал-майор.

## Биография
Родился в 1904 году в деревне Лужки. Член КПСС.
В 1941—1942 гг. — начальник Научно-исследовательского и испытательного полигона Военно-топографической службы Красной Армии, и. о. начальника, начальник Саратовской Военно-картографической фабрики.
В 1942—1944 гг. — начальник отдела военно-топографической службы штаба Приволжского военного округа.
В 1944—1963 гг. — начальник Ленинградского Краснознаменного военно-топографического училища.
Умер в 1963 году в Ленинграде.

## Награды
- Орден Ленина
- Орден Красного Знамени (дважды)
- Орден Отечественной войны I степени
- Орден Отечественной войны II степени (дважды)
- Орден Красной Звезды (дважды)
- Орден Знак Почёта